# Марта Шебештьєн
Ма́рта Ше́бештьєн (угор. Sebestyén Márta; * 19 серпня 1957, Будапешт) — угорська вокалістка у стилі етнічної музики.
Навчалася у Школі ім. Міклоша Радноті в Будапешті. Регулярно виступала і записала низку альбомів з угорською етно-групою Мужікаш (Muzsikás).

## Дискографія

### Альбоми
- 1987 — Muzsikás
- 1992 — Transylvanian Portraits
- 1995 — Kismet

### Збірки
- 1992 — Apocrypha
- 1997 — The Best of Márta Sebestyén
- 2000 — World Star of World Music

### Виступає у складі
- 1983 — István a király
- 1986 — Vujicsics
- 1996 — Szerelmeslemez (Loverecord)
- 1998 — Connecting Images (Nokia)
- 1999 — Mountain Flying (Julius Dobos)
- 2008 — Big Blue Ball